# 城中村

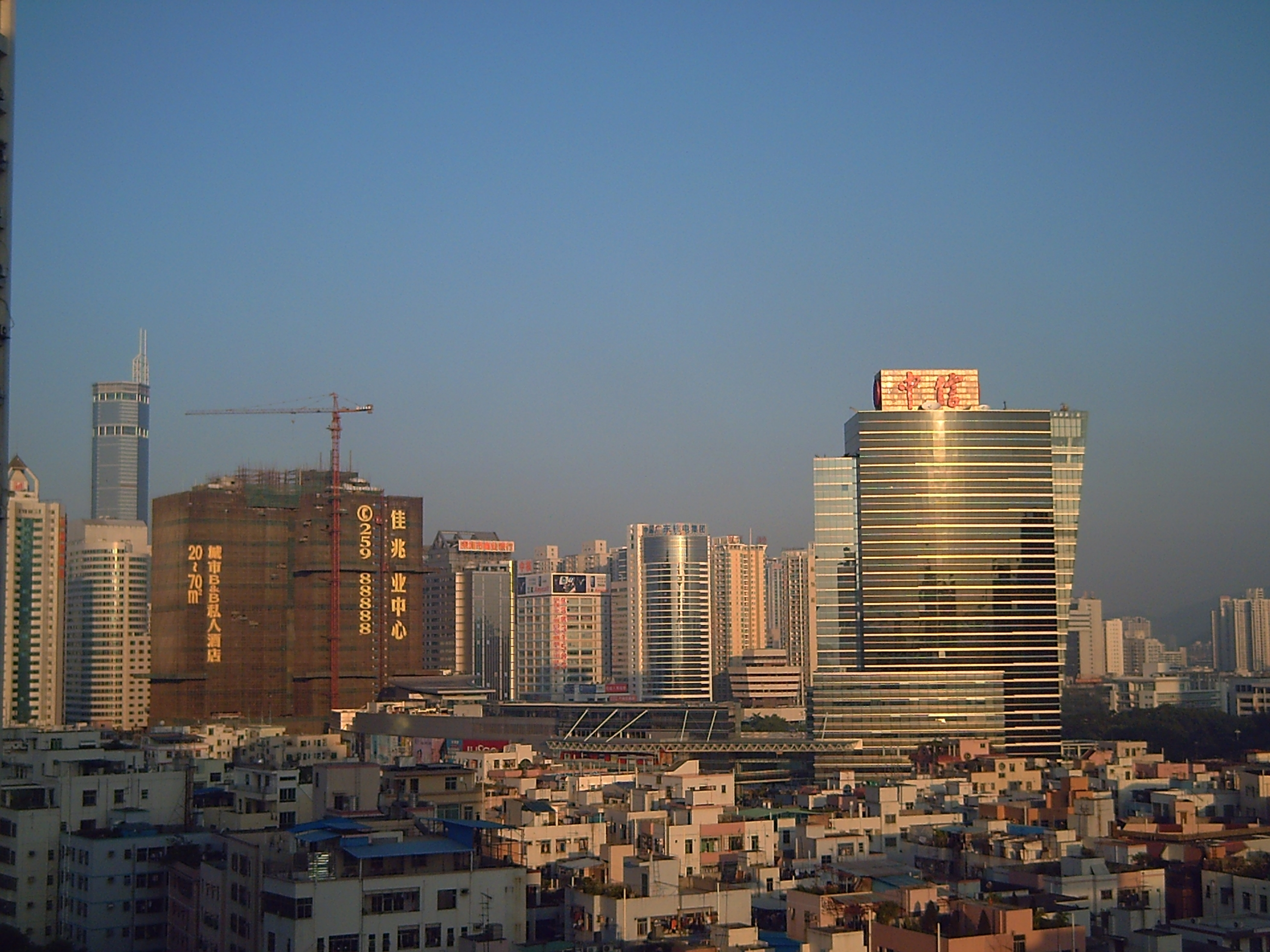
高いビルの下に広がる城中村（深圳市福田区）

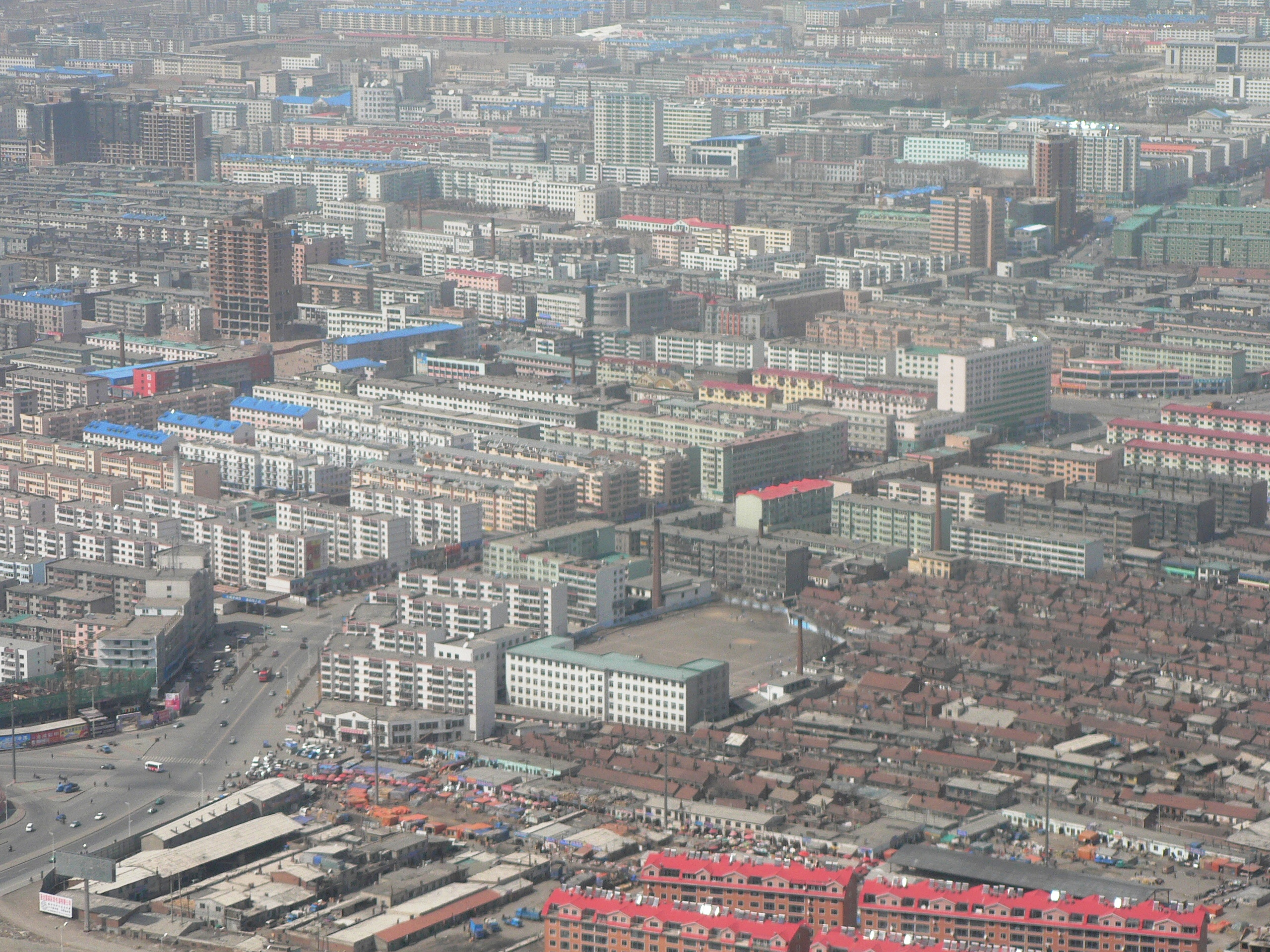
吉林省延吉市の城中村

城中村（じょうちゅうそん、中国語: 城中村; 拼音: chéngzhōngcūn）は、中国で進行する都市化の過程でみられる特有の現象。1978年の改革開放政策から30数年が経過し、珠江デルタや長江デルタ、環渤海経済圏、直轄市、省都などの経済先進地域において急速に都市域が拡大する中で、既存の農村が都市の中に取り込まれ、周辺を高層ビルに囲まれた「都市の中の村落」となる。城中村が特に顕著にみられる都市として、北京、天津、重慶、上海、武漢、広州、深圳が挙げられる。
城中村の内部は通常、規制や管理がなく、狭い範囲に違法建築物が建ち並び、雑然とした環境、人々の混雑、治安の混乱、インフラストラクチャーの未整備など都市の管理体制から外れ、都市の「ガン」となる。地理学的な観点からは、城中村は都市の範疇になる。社会の性質の観点からは、城中村は伝統的な農村的要素を保持する。城中村が持つ都市と農村の二重性は、中国特有の都市と農村の二元的な戸籍制度と土地所有制度など複数の要因が関係する。一方、多くの研究者は城中村を中国的な特色を持つスラムであると解釈しているが、城中村はスラムの定義と完全に符合するものではない。スクオッターとの類似性もあるが、城中村内の土地は村による集団所有であるため、土地取得の面では合法的であり、スクオッターとは区別される。
日本の大都市にも似たような場所があるが規模は小さい。駅前は基本再開発が行われるが駅から遠いエリアには残っていることもある。駅から離れたところに寂れた商店街があり、八百屋・町中華・駄菓子屋などがある。その周りだけ、長屋のような小さな家がある。あまり儲かっていないようだが、年金暮らしの老夫婦がやってるので成り立っている。その老夫婦が亡くなると壊されて、建売住宅が売り出されて、外から新しいファミリーが入ってくる。ある程度の人通りがあれば、その商店がフランチャイズによるコンビニエンスストアに変貌を遂げることもある。

## 定義
城中村の語は西暦2000年前後から中国の学術界で使用され始めたが、統一的な定義はなく、研究者が各々の定義を定めて使用している状態である。例えば、都市空間・景観の視点からは、都市内部において周囲と景観が異なり、劣悪な住環境、狭隘な道路、公共施設の欠如などの特徴を持つ地域を指す。